# Drakensberg
För olika betydelser av Drakenberg, se Drakenberg (olika betydelser).

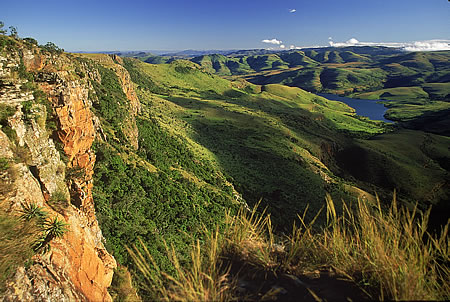
Drakensberg

Drakensberg (afrikaans, 'Drakbergen') är de högsta bergen i Sydafrika och Lesotho, upp till 3 482 meter höga. På zuluspråk heter de uKhahlamba, 'barriären av spjut'.
De ligger i östra Sydafrika och östra Lesotho, och sträcker sig omkring 1 000 km från sydväst till nordost med en nordvästlig böj som bildar Lesothos nordöstra gräns till Sydafrika. 
Bergen avvattnas på västra sidan genom Oranjefloden och Vaal och på östra sidan genom ett antal mindre floder av vilka Tugela är den största. Bergskedjan avskiljer dessutom provinsen KwaZulu-Natal från Fristatsprovinsen.

## Bergstoppar
Högsta bergstoppen är Thabana Ntlenyana, 3 482 m. Andra höga toppar är Mafadi (3 450 m), Makoaneng (3 416 m), Chapmange Castle (3 377 m), Giant's Castle (3 315 m) och Ben Macdhui (3 001 m). Alla av dessa ligger i området som gränsar till Lesotho. Norr om Lesotho blir bergskedjan lägre och mindre kuperad.
Många av Drakensbergs toppar erbjuder utmanande bergsbestigning. Då de flesta av topparna har blivit bestigna, finns ett par mindre spetsiga toppar som ännu inte blivit erövrade. Vandring är också en populär aktivitet.

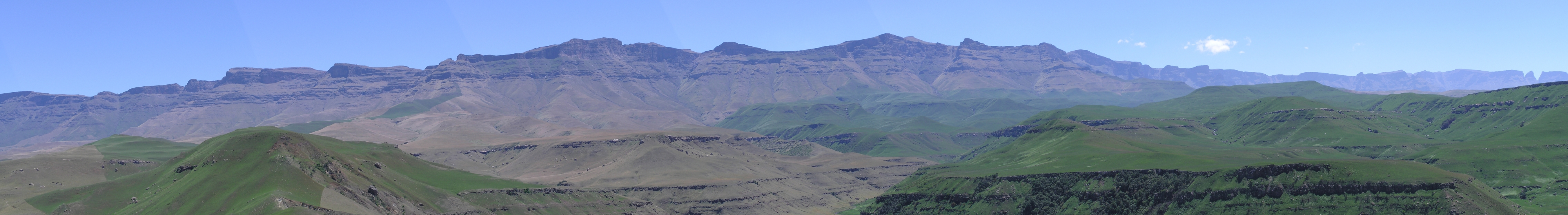
Berget Giant's Castle

## Geologi
Geologiskt är Drakensberg en rest från den ursprungliga afrikanska plattan. Bergen är täcka med lager av basalt, lager som är upp till 1 500 meter tjocka, och med sandsten lägre ner. Detta resulterar i branta berg med spetsiga toppar. Det finns många grottor i sandstenen och många grottmålningar gjorda av sanfolket.
Snö faller ofta på vintern, medan regn och dimma kan förekomma året runt.

## Turism
Turismen i Drakensberg håller på att utvecklas, med en mångfald av olika hotell och rekreationsorter på sluttningarna. Större delen av sydafrikanska sidans högre delar har blivit klassade som vilt- eller vildmarksreservat.
Den mest kända nationalparken i Drakensberg är Royal Natal nationalpark. Den består av Tugelas källa och de 912 meter höga Tugelafallen, världens näst högsta vattenfall.